# Nadbór (przystanek kolejowy)
Nadbór – zlikwidowany przystanek kolei wąskotorowej (Koszalińska Kolej Wąskotorowa), w Nadborzu, w województwie zachodniopomorskim, w Polsce. Przystanek został zlikwidowany w kwietniu 1945 roku.